# Ercheia diversipennis
Ercheia diversipennis là một loài bướm đêm trong họ Noctuidae.